# 吉利斯中心
吉利斯中心（Gillis Centre）是一个建筑群，靠近苏格兰爱丁堡市中心。其历史可以追溯到15世纪。原来的建筑物曾住过许多18世纪的文学人物。从1834年它成为圣玛加利大修道院，从1986年到1993年是吉利斯学院（Gillis College），苏格兰罗马天主教会的神学院。它目前是天主教圣安德鲁斯暨爱丁堡总教区的会议和招待中心。

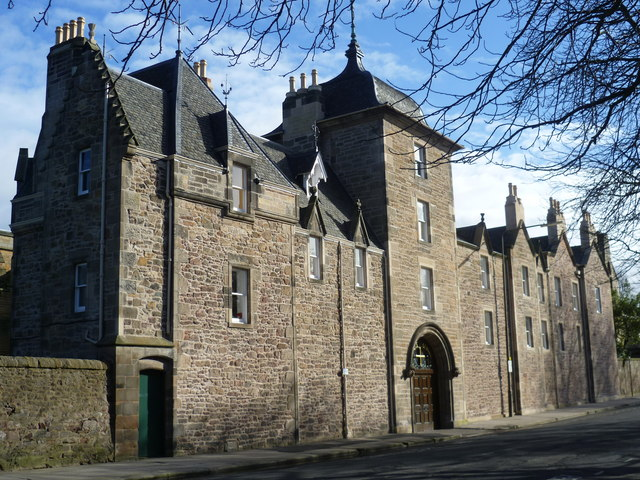
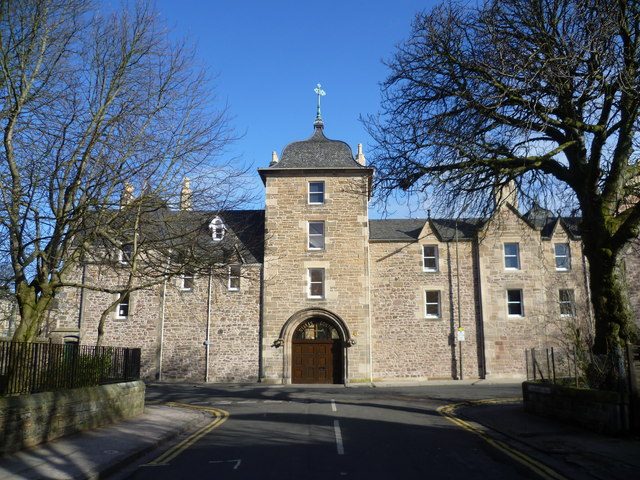

## 外部連結
- Gillis Centre site （页面存档备份，存于）